# Zott
A Zott SE & Co. KG egy mertingeni székhelyű német tejfeldolgozó üzem. Az 1926-ban alapított vállalkozás egy önálló családi vállalkozás és 2014-ben Európa vezető tejfeldolgozói között szerepelt. Az üzem olyan tejtermékeket gyárt mint joghurtok, desszertek és sajtok.
Kereken 4400 tejtermelő gazda szolgálja ki a Németországban, Lengyelországban, ill. Bosznia-Hercegovinában lévő gyárakat. 2014-ben a Zott-csoport kereken 962 millió liter tejet dolgozott fel.

## A Zott nemzetközi jelenléte
A Zott több, mint 75 országban van jelen termékeivel, leányvállalatai vannak Csehországban, Szlovákiában, Magyarországon és Szingapúrban, ill. Oroszországban is van képviselete.

### A Zott Németországban
Anna és Balthasar Reiter 1926-ban egy vidéki tejfeldolgozót vásároltak a bajorországi Mertingenben. Balthasar Reiter korai halála után Anna Reiter feleségül ment Georg Zotthoz, akiről a vállalkozás is a nevét kapta.
A 90-es években a Zott kelet-európai szomszédjai felé is nyitott. Leányvállalatokat alapított az akkori Csehszlovákiában (1991) – a mai Szlovákia területén, Lengyelországban (1992) és Csehországban. 2002-ben a magyar Zott Hungaria Kft. megalapításával az egész kelet-európai vonalon kiépültek az értékesítési irodák. 2000-ben megindult a gyártás a lengyelországi Opoléban is.
A Zott vállalati csoport törzsüzeme Mertingenben (Bajorország) található, ahol joghurtokat, tejdesszerteket és mozzarella sajtot készítenek. Egy további termelői egység Günzburgban (Bajorország) tömb- és szeletelt sajtot, ömlesztett sajtot, ill. különböző portermékeket gyárt.

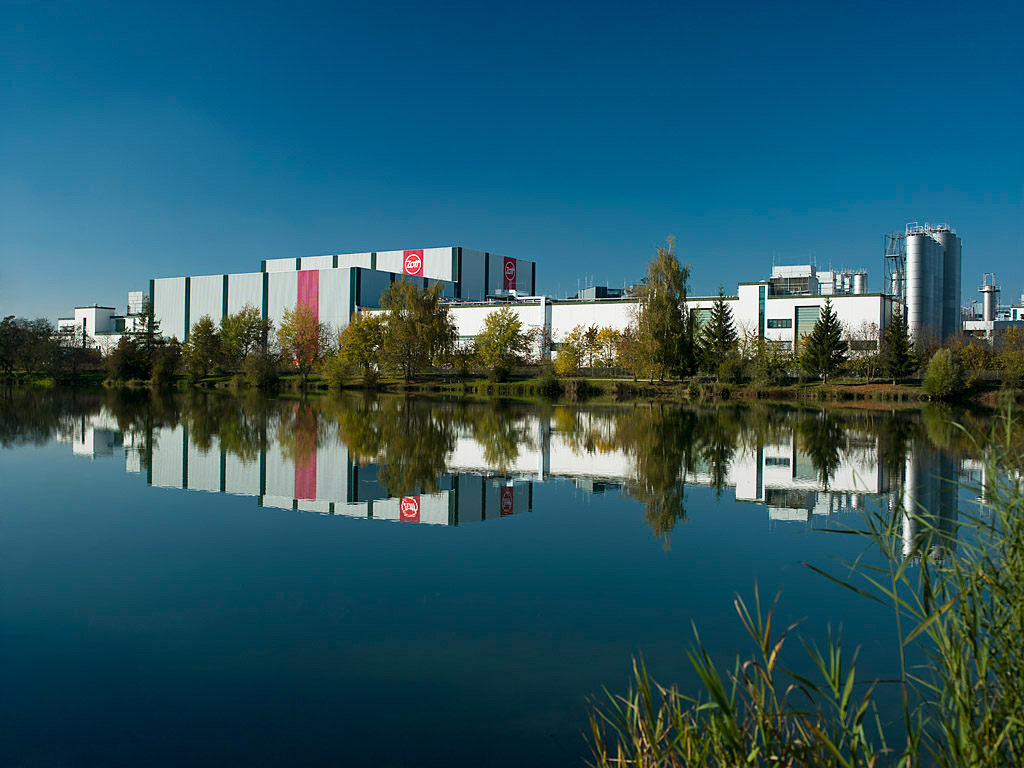
Zott SE & Co. KG - Produktionsstandort (Werk 2 und Werk 3) in Mertingen
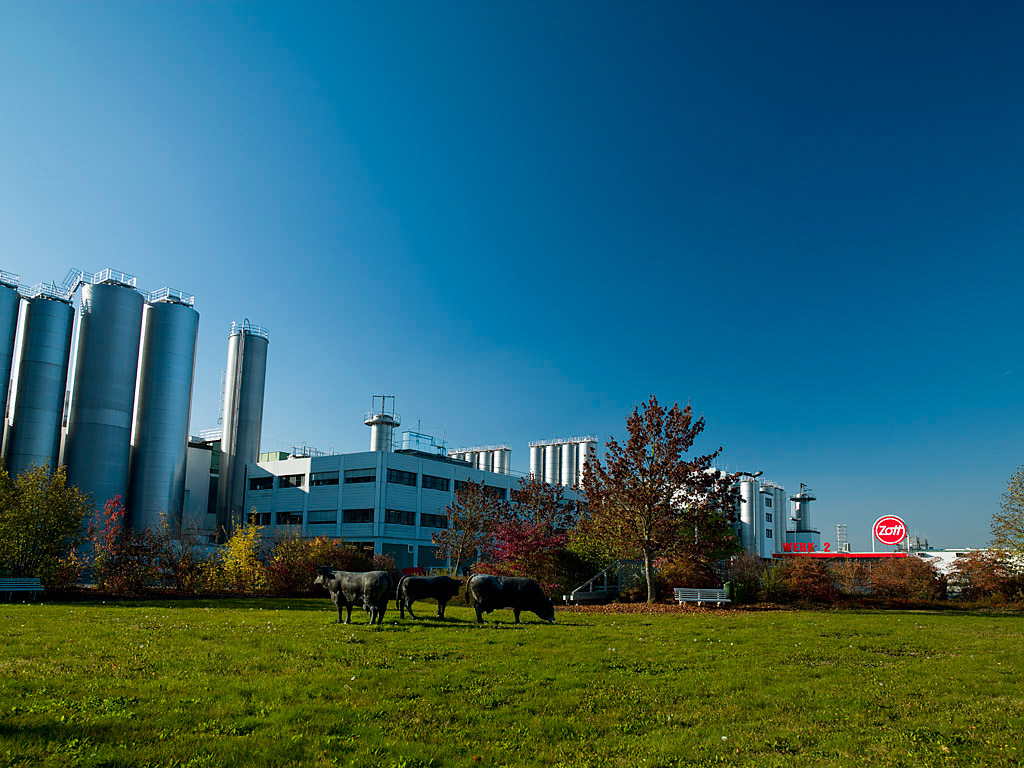
Zott SE & Co. KG - Produktionsstandort (Werk 2 und Werk 3) in Mertingen

### A Zott Lengyelországban
Lengyelországban a Zottnak Opoléban, Glogowo-ban és Racibórzban vannak gyártási üzemei, ahol gyümölcsjoghurtokat, natúr termékeket, tejdesszerteket, joghurt-és tejitalokat, ill. túrótermékeket készítenek.

### A Zott Bosznia-Hercegovinában
Bosznia-Hercegovinában a termelői telephely Gradačac-ban található. Itt UHT tejet, natúr termékeket és joghurt-, ill. tejitalokat gyártanak.

## Márkák
- Monte
- Natura
- Zottarella
- Jogobella
- Bayerntaler
- Belriso
- Cremore
- Liegeois
- Sanée
- Szívecske

## Reklám
A németországi TV-reklámokban olyan prominens személyek szerepeltek, mint Maxl Graf és Roberto Blanco. 2010-ben a vállalkozás a Monte termékeik népszerűsítéséhez René Adler futballkapust és testvérét Rico Adlert kérte fel. 2013-ban a Monte márka követe a széllovas-világbajnok Philip Köster és testvére Kyra lett. 2015 májusától a tévés szakács, Nils Egtermeyer reklámozza a Zott mozzarella termékét, a Zottarellát.

## Kitüntetések
A Zott rendszeresen kap kitüntetéseket termékeinek minőségéért független intézményektől, mint pl. a „Bundesehrenpreis“-t vagy a „PriMax“-t, ill. arany-, ezüst- és bronzérmeket a Német Mezőgazdasági Társaságtól (DLG).
- 1986: „Goldener Zuckerhut“ kitüntetés a „Sahne“ joghurtért.
- 2010: A Zott senior vezetőjét, Frieda Reitert (*1930) 2010. szeptember 18-án Mertingen tiszteletbeli polgárává választották. A tejfeldolgozót apósáról, Georg Zott-ról nevezték el.
- 2012: A Zott licenchasználati jogot kapott a német mezőgazdasági minisztertől, Ilse Aignertől, hogy a „GMO free“ pecsétet használhassa Zottarella, ill. Bayerntaler termékeinek csomagolásán.
- 2013: A Zott 11. alkalommal is átveheti a PriMax kitüntetést a Német Mezőgazdasági Társaságtól (DLG).
- 2014: 5. alkalommal tünteti ki a német Táplálkozási és Mezőgazdasági Minisztérium (BMEL), állami tiszteletdíjjal.

## Zottarella szakácskönyv
A Tre Torri Kiadóval együttműködve a Zott innovatív mozzarella recepteket keresett egy receptverseny keretén belül. A legjobb 200 recept egy szakácskönyvben összegyűjtve „Mozzarella a szakácskönyv-főzzünk fehér arannyal“ címmel jelent meg.

## Weboldalak
- Zottarella
- Monte